# Gamma Sextantis
Gamma Sextantis (8 Sextantis) é uma estrela dupla na direção da constelação de Sextans. Possui uma ascensão reta de 09h 52m 30.47s e uma declinação de −08° 06′ 17.7″. Sua magnitude aparente é igual a 5.07. Considerando sua distância de 261 anos-luz em relação à Terra, sua magnitude absoluta é igual a 0.55. Pertence à classe espectral A2V.